# Bode Inspiratório

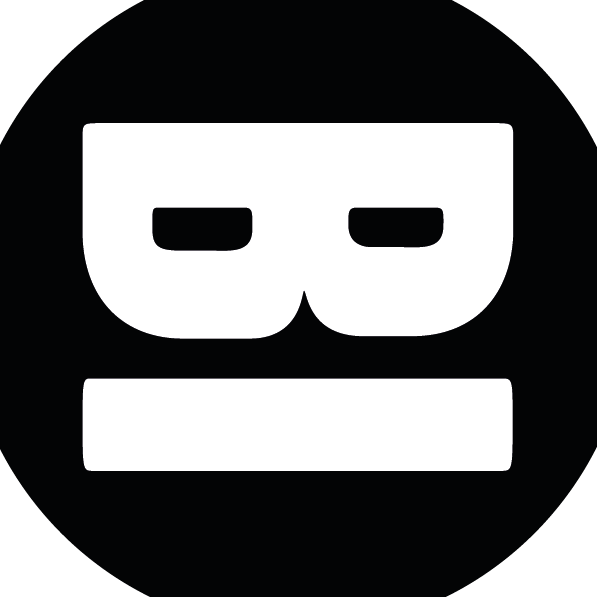
Logótipo do Folhetim Literário Online "Bode Inspiratório"

Bode Inspiratório foi um projecto literário e artístico colectivo que reuniu 46 escritores de língua portuguesa e 46 artistas plásticos em Março, Abril e Maio de 2020 num folhetim online, documentando os tempos de confinamento e isolamento social, consequência da pandemia COVID-19 e da declaração de Estado de Emergência pelo Governo Português, em Março de 2020.

## Organização do Folhetim
A ideia original do Folhetim partiu da escritora e ex-jornalista Ana Margarida de Carvalho, à qual se juntou a empresária e colecionadora Cristina Terra da Motta, que trouxe as artes plásticas para o projecto.
O desafio aberto lançado aos escritores tinha por objectivo criar um folhetim colectivo, estando cada escritor isolado em sua casa. A cada um coube a escrita de um capítulo tendo o escritor seguinte de prosseguir o do seu antecessor. Um folhetim à antiga, como no século XIX, que se desenrolou numa plataforma do século XXI, uma página de Facebook. Sem pausas, o folhetim durou 46 dias ininterruptos, em que cada novo capítulo era lançado pontualmente às 12 horas. Segundo as regras pré-estabelecidas, cada escritor tinha apenas 24 horas, ou menos, para escrever o seu capítulo. O escritor Mário de Carvalho deu início ao folhetim, cabendo à escritora Luísa Costa Gomes o seu encerramento.
Em simultâneo, Cristina Terra da Motta convidou artistas plásticos de várias gerações, em vários pontos da sua carreira, a apresentarem, também diariamente, a imagem de uma obra inédita, também ela produzida em estado de emergência e de isolamento social.

## Participantes
Os 46 escritores integrantes do projecto, de todas as gerações, diversos estilos, vários géneros, da prosa à poesia e até à literatura infantil foram (por ordem de participação): Mário de Carvalho, Inês Pedrosa, Ana Cristina Silva, Ana Luísa Amaral, Patrícia Reis, Ana Bárbara Pedrosa, Cláudia Lucas Chéu, Gabriela Ruivo Trindade, Carlos Campaniço, Afonso Cruz, Jaime Rocha, Hugo Gonçalves, António Ladeira, José Mário Silva, Jorge Serafim, Ana Saragoça, Luís Miguel Rainha, Adélia Carvalho, Cristina Carvalho, Rui Zink, José Fanha, Hugo Mezena, Domingos Lobo, Raquel Ribeiro, Licínia Quitério, Afonso Reis Cabral, Joel Neto, Maria Manuel Viana, Raquel Patriarca, Julieta Monginho, Tiago Salazar, Isabel Rio Novo, Helena Vasconcelos, Tiago Patrício, Ricardo Fonseca Mota, Paulo M. Morais, Gonçalo M. Tavares, Álvaro Laborinho Lúcio, Rita Ferro, Luís Castro Mendes, Dulce Garcia, Nara Vidal, Valério Romão, Filipa Leal, Norberto Morais, Luísa Costa Gomes.
Os 46 artistas plásticos integrantes do projecto foram (por ordem alfabética): Ana Catarina Fragoso, Ana Vidigal, Andreia Santana, António Olaio, Cabrita (Pedro Cabrita Reis), Carlos No, Catarina Domingues, Diogo Pinto, Edgar Massul, Fernanda Fragateiro, Filipe Romão, Francisco Janes, Frederico Almeida, Gabriel Abrantes, Gil Heitor Cortesão, Hugo Canoilas, João Ferro Martins, João Jacinto, João Seguro, Julião Sarmento, Luís Alegre, Luísa Jacinto, Manuel Baptista, Manuel Botelho, Manuel João Vieira, Manuel Justo, Martinho Costa, Matilde Martins, Miguel Branco, Miguel Palma, Mimi Tavares, Nuno Cera, Nuno Nunes Ferreira, Patrícia Garrido, Paulo Mendes, Pedro Calapez, Pedro Chorão, Pedro Proença, Rui Matos, Rui Miguel Leitão Ferreira, Rui Sanches, Sara Bichão, Tania Simões, Teresa Pavão, Vasco Costa, Xana.
O folhetim Bode Inspiratório foi acompanhado na área das leituras e entrevistas por Paula Perfeito, em parceria com o site EntreIVistas; em leituras em vídeo por Edite Queiroz destinados em primeira instância ao Instagram (coordenado por Sofia Moitinho de Almeida); pelas leituras dos próprios escritores, em colaboração com a RTPplay (coordenação de Ana Cristina Silva). Esta equipa de seis elementos acompanhou, coordenou e a criou conteúdos para o Bode Inspiratório.

## Recepção
O projecto foi objecto de muita atenção da comunicação social, nacional e internacional, tendo sido objecto de reportagens e entrevistas no The Guardian, BBC World, Courrier Internacional, EFE, TeleSur, Contacto (jornal) entre outros órgãos de comunicação de Espanha, Grécia, Bulgária, Itália, Rússia Turquia, Chile ou Colômbia. Ao nível nacional  são exemplo a RTP, SIC, Diário de Notícias, Público ou Expresso entre outros diversos órgãos de comunicação social do país.
O projecto ganhou uma internacionalização quando ao grupo de escritores se associaram, também em regime de voluntariado e gratuitamente, os tradutores de língua espanhola (Álex Tarradellas), de língua francesa (Joana Cabral), de língua italiana (Giacomo Falconi e Francesca Felici), e do neerlandês (Jos van den Hoogen).
Sobretudo o Bode Inspiratório ganhou um impulso especial quando ao projecto também se juntou um grupo de tradutores de língua inglesa coordenado por Victor Meadowcroft, que em colaboração com a escritora, também participante do folhetim, Gabriela Ruivo Trindade, criaram uma página gémea em inglês, Escape Goat, onde colaboraram os tradutores: Daniel Hahn, Victor Meadowcroft, Andy McDougall, Margaret Jull Costa, James Young, Rahul Bery, Robin Patterson, Julia Sanches, Theodora Bradford, Lucy Greaves, Annie McDermott, Isobel Foxford, Nick Caistor, Beth Fowler, Tom Gatehouse, Zoë Perry, Frank Wynne, Padma Viswanathan, Nuala Motel-Casey, Emyr Humphries, Gary Perry, Amanda Hopkinson, Ana Fletcher, Claire Williams, Bruna Dantas Lobato, Iona MacIntyre, Charlotte Hammond Matthews, Dominic Gourd, Gitanjali Patel, Sophie Lewis, Rhian Atkin, Gilla Evans, David Frier, Charlotte Gleghorn, Paul Crick, Felix Macpherson.
Destinados ao público inglês, foram produzidos vídeos, com leituras, neste idioma, por Ricardo Vaz Trindade e Amanda (dos Lisbon Players), Ben Slack e Pat Whymark.

## Outras Participações
Ao longo de quase três meses, muitas outras artes e disciplinas se juntaram às iniciais: a dança (Miguel Duarte e Rachel Mcnamee); o Cartoon (António Jorge Gonçalves); a ilustração (Sónia Queimado-Lima); a ilustração específica para o projecto BI (Sónia Nadine); foto-reportagem (Lucília Monteiro); a fotografia de viagens (Isabel Nolasco), fotografia artística (Alice Vasconcelos), a participação especial de Sara F. Costa com um vídeo em mandarim e palavras de Helena Vasconcelos.
Para o projecto foi composta música original (Filipe Raposo e Pedro da Silva Martins).
Artistas plásticos contribuíram com projectos especiais, como auto-retratos (Miguel Navas) e desenhos de um artista recuperado de Covid (Rafael Yaluff).
A actriz Ana Sofia Paiva fez uma leitura dramatizada de todo os 46 capítulos do folhetim, condensado-os num vídeo de pouco mais de 6 minutos.
O logotipo BI foi concebido pelo designer Luís Alegre.
O hino do projecto (um inédito composto expressamente para o Bode Inspiratório) «Corona Corona», tem letra de Luísa Ducla Soares, música de Pedro da Silva Martins e voz de Leonor Tenreiro. Os bailarinos e autores do vídeo clip são Rachel Mcnamee e Miguel Duarte.
Com todos os eventos cancelados e adiados este folhetim, seguido dia a dia por dezenas de milhares, em vários países, no Facebook, instragram, site Entrevistas, Blogue Escape Goat, conseguiu manter intactos os canais entre os escritores e criadores e seus leitores e apreciadores de arte, durante a maior pandemia desta geração. Tudo foi produzido de forma amadora e caseira, a custo zero, com os meios de que os autores e a equipa tinham ao seu dispor, sem qualquer apoio ou meios profissionais.